# Vervoerregio Amsterdam
De Vervoerregio Amsterdam is een bestuurlijk samenwerkingsverband van 14 gemeenten in de regio Amsterdam en heeft een aantal (wettelijke) regionale verkeer- en vervoertaken, waaronder het opdrachtgeverschap van het openbaar vervoer in de concessies Amstelland-Meerlanden (inclusief Schiphol), Zaanstreek-Waterland en Amsterdam. Daarnaast is de Vervoerregio verantwoordelijk voor het realiseren en verbeteren van de infrastructuur voor auto, ov en fiets. 
De mobiliteitsopgaven in de Amsterdamse regio veranderen de komende jaren ingrijpend met de groei van het aantal inwoners, arbeidsplaatsen en bezoekers. Het complexe regionale verkeer- en vervoersysteem moet daarop aansluiten en verder worden versterkt. De Vervoerregio zorgt ervoor dat de regio bereikbaar en leefbaar blijft, o.a. door in te zetten op smart mobility oplossingen en duurzaamheid.
In de Vervoerregio Amsterdam nemen 14 gemeenten deel. De gemeenten Aalsmeer, Amstelveen, Amsterdam, Diemen, Edam-Volendam, Haarlemmermeer, Landsmeer, Oostzaan, Ouder-Amstel, Purmerend, Uithoorn, Waterland, Wormerland en Zaanstad vormen samen de Vervoerregio Amsterdam.
Sinds 1 januari 2017 is de Vervoerregio Amsterdam de voortzetting en nieuwe naam van de Stadsregio Amsterdam.

## Taken
- De Vervoerregio Amsterdam richt zich op directe resultaten voor de deelnemende gemeenten in de vorm van verbetering van de leefbaarheid en bereikbaarheid. Daarnaast bevordert de Vervoerregio de samenwerking tussen de gemeenten onderling en het behartigt de belangen bij andere overheden, zoals het Rijk en de provincie.
- De Vervoerregio heeft diverse wettelijke taken op het gebied van verkeer en vervoer.
- De Vervoerregio is namens de 14 gemeenten de opdrachtgever van al het stedelijke en regionale openbaar vervoer. Ook de metro, trams, bussen en veerboten van het GVB opereren in opdracht van de Vervoerregio.
- De Vervoerregio subsidieert en begeleidt diverse projecten voor de aanleg en het verbeteren van de stedelijke, regionale en lokale infrastructuur.
- Voor alle taken beschikt de Vervoerregio jaarlijks over een budget van ongeveer 400 miljoen euro aan gedecentraliseerde subsidies vanuit het Rijk.
- De Vervoerregio is onderdeel van een groter gebied: Metropoolregio Amsterdam. Dit gebied heeft door haar veelzijdige aanbod een sterke internationale positie en trekt veel toeristen en (inter)nationale bedrijven aan.

## Het dagelijks bestuur
De samenstelling van het dagelijks bestuur van de Vervoerregio gebeurt op basis van een evenwichtige vertegenwoordiging vanuit de deelregio's (1 bestuurslid vanuit de gemeenten in Amstelland-Meerlanden, 1 bestuurslid vanuit de gemeenten in Zaanstreek-Waterland en 1 bestuurslid van de gemeente Amsterdam). Het dagelijks bestuur bestaat voor de bestuursperiode 2022-2026 uit de wethouders Verkeer & Vervoer van de gemeente Amsterdam, de gemeente Haarlemmermeer en de gemeente Zaanstad.  
De leden van het huidige dagelijks bestuur zijn:
- Melanie van der Horst (wethouder Amsterdam), voorzitter
- Marja Ruigrok (wethouder Haarlemmermeer), vicevoorzitter
- Gerard Slegers (wethouder Zaanstad), vicevoorzitter
- Roel Salden (secretaris-directeur)

## Samenstelling regioraad
De regioraad is het belangrijkste bestuursorgaan van de Vervoerregio Amsterdam. De raad telt 50 leden die (naar inwoneraantal) zijn afgevaardigd door de 14 gemeentebesturen. Gemeenten kunnen gemeenteraadsleden, wethouders en/of de burgemeester afvaardigen in de regioraad. De leden van het dagelijks bestuur zijn namens hun gemeente ook lid van de regioraad. De regioraad wordt elke vier jaar na de gemeenteraadsverkiezingen samengesteld en heeft vijf keer per jaar een besluitvormende vergadering in het stadhuis van Amsterdam.
De zetelverdeling in de regioraad is als volgt:
- Amsterdam - 12
- Aalsmeer - 2
- Amstelveen - 5
- Diemen - 2
- Edam-Volendam - 3
- Haarlemmermeer - 7
- Landsmeer - 1
- Oostzaan - 1
- Ouder-Amstel - 1
- Purmerend - 5
- Uithoorn - 2
- Waterland - 1
- Wormerland - 1
- Zaanstad - 7

Onderdeel van de regioraad zijn de commissie werkwijze, de commissie bezwaar & beroep en de rekeningencommissie. De wethouders verkeer & vervoer van de 14 samenwerkende gemeenten komen voor elke regioraad bijeen.